# Michael Cullen (Politiker)

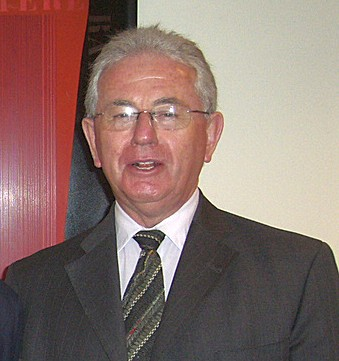
Michael Cullen (2007)

Sir Michael John Cullen KNZM (* 5. Februar 1945 in London; † 20. August 2021 in Whakatāne) war ein neuseeländischer Politiker. Das Mitglied der Labour Party hatte sowohl das Amt des Partei-Vizevorsitzenden sowie des stellvertretenden Premierministers inne. Ab 1999 war er außerdem Finanzminister, Minister für tertiäre Bildung, Attorney General sowie Minister, der für die Geschäfte der Regierung im Parlament verantwortlich ist, im Englischen „Leader of the House“ genannt.

## Werdegang

### Jugendzeit
Noch in seiner Jugend immigrierte der in London geborene Cullen nach Neuseeland und besuchte in Christchurch das Christ's College. Später erlangte er einen Master-Abschluss in Geschichte an der University of Canterbury. Da er ein Stipendium des Commonwealth Scholarship and Fellowship Plan bekam, konnte er an der Universität Edinburgh schließlich den Doktortitel in Sozial- und Wirtschaftsgeschichte erwerben. Von 1971 bis 1981 war er Dozent an der University of Otago, wobei er von 1975 bis 1976 ein Jahr als Gastdozent an der Australian National University absolvierte.
Im Jahr 1974 trat er der Labour Party bei und war dort von 1976 bis 1981 Mitglied der Vorstandschaft. Im Jahr 1981 wurde er für den Wahlbezirk St. Kilda in Dunedin ins neuseeländische Parlament gewählt.

### Vierte Labour-Regierung
Als die Labour Party im Jahr 1984 die Regierung bildete, wurde Cullen zum führenden Whip berufen. Weil er sich in wirtschaftlichen Belangen gut auskannte, wurde er mehr und mehr in die Auseinandersetzungen um den damaligen Finanzminister Roger Douglas verwickelt, der eine rigorose Politik der Steuersenkungen und Privatisierungen betrieb, was den eigentlichen Prinzipien der sozialdemokratischen Labour Party widersprach und viele Parteimitglieder und die Öffentlichkeit verärgerte. Als sich der damalige Premierminister David Lange darum bemühte, den Einfluss Douglas’ auf die neuseeländische Politik zu begrenzen, fand er in Cullen einen Verbündeten. Nach der Wiederwahl im Jahr 1987 wurde Cullen zu einem „assoziierten Finanzminister“ sowie Minister für Sozialhilfe; beides um Douglas’ Einfluss zu beschränken.
Nachdem innerhalb kurzer Zeit sowohl der radikale Finanzminister Douglas, als auch Cullens Verbündeter, Premierminister Lange ihren Hut nehmen mussten, wurde Cullen zum „assoziierten Gesundheitsminister“ berufen, um der liberalen Finanzpolitik von David Caygill, Nachfolger von Douglas, entgegenzusteuern.

### Zeit in der Opposition
Als die Labour Party die Wahlen von 1990 verlor, wurde Cullen zum Parteisprecher für soziale Belange. Ein Jahr später übernahm er das Amt des Parteisprechers für Finanzpolitik von David Caygill. Als sich dieser 1996 aus der Politik zurückzog, übernahm Cullen auch sein Amt als stellvertretender Vorsitzender der Labour Party. Bevor sich die Umfragewerte für die Partei zu bessern begannen, versuchte er vergeblich, Helen Clark vom Parteivorsitz zu verdrängen. Trotzdem scheint es zwischen beiden keinerlei Verstimmung mehr zu geben. Er selbst sowie Kommentatoren meinen oft, er sei eine typische „Nummer-zwei-Person“, wobei seine Qualitäten mehr auf dem Gebiet der Verwaltung an Stelle von Führungsstärke lägen.

### Fünfte Labour-Regierung
Mit dem Wahlsieg der Labour Party von 1999 wurde Cullen Finanzminister. Nachdem der Koalitionspartner der Labour Party, die Progressive Party, überraschend schlecht bei der Wahl 2002 abschnitt, befand man ihren Beitrag zur Koalition zu gering, als dass ihr Vorsitzender Jim Anderton erneut das Amt des Vizepremierministers innehaben sollte und man überhändigte Michael Cullen diesen Posten.
2005 wurde Cullen zum Attorney General berufen. Dieser Schritt rief einige Kontroversen aus, da er erst der zweite Attorney General war, der kein Justizexperte war und weil er kurz zuvor die Richterschaft kritisierte. Seine Amtszeit endete mit den Wahlen von 2005, wobei er 2006 nach dem Rücktritt von David Parker dieses Amt wiederholt besetzte.
Bei seiner Berufung zum Finanzminister war ein Großteil der Wirtschaft besorgt, dass Cullen wegen seiner politischen Haltung unrealistische Haltungen einnehmen würde. Langsam jedoch verloren sich diese Ängste und es stellte sich heraus, dass Cullen ein kompetenter Verwalter war. Seine politische Grundhaltung legte er jedoch nicht ab, was sich an der Verstaatlichung der in den frühen 1990er-Jahren privatisierten Bahn zeigte. Unter seiner Federführung wurde im Mai 2008 angekündigt, den Eisenbahnbetrieb von Toll Rail, einem Ableger der australischen Toll Holdings abzukaufen.